# ウォーボンネット

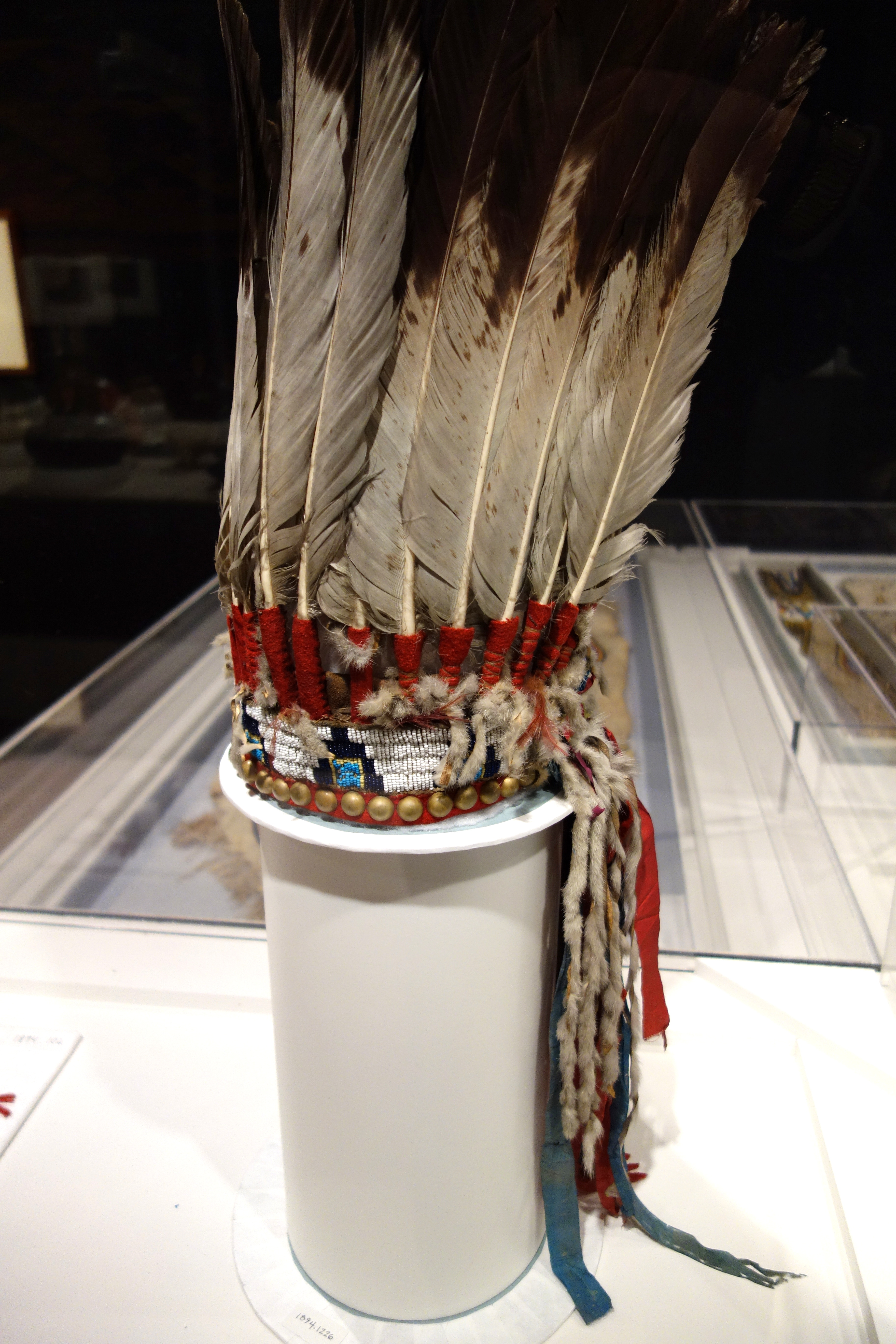
シャイアン族の羽根冠

ウォーボンネット(英語：war bonnets、warbonnets、feather bonnets)とは、北アメリカの先住民であるインディアンの中で非常に栄誉ある地位の男性が身に着ける冠である。戦場の他、儀式の場でも着用された。
この装備は、アメリカ州の先住民族達が認めた酋長などの権力者や勇者（インディアン・ブレイブ）に人々が贈ったレガリアで、民族の精神的・政治的に非常に重要なアイテムと見なされている。そのため、部族の承認なしに身に着けたミュージシャン等は、文化と伝統への侮辱として激しい抗議が行われた。先住民以外の指導者にも送られるが論争になることも多い。

## 各言語の名称
- クロウ語：óhkape[6]
- シャイアン語：mámaa'e[7]
- ラコタ語：wapáha[8]
- アシニボイン語(ナコタ語)：wíyaga wapáha[9]
- ダコタ語：wiƞ'yaƞwapaha / wapoṡtaƞ[10]
- スー語：wáʔkupe[11]
- マンダン語：wá’kup[12]
- ホーチャンク語：mą̄šų̄ wōkąnąk[13]
- アイオワ語：mašúgraŋe[14]
- カンサ語：mósho oláⁿge[15]
- オマハ語：máshoⁿpágthoⁿ [16]
- オジブウェー語(チペワ語、アニシナーベ語)：miigwani-wiiwakwaan[17]
- ブラックフット語(シクシカ語)：ootskinasina[18]
- アリカラ語：suhkatákUx[19]
- アラパホ語：nonoo'oeeyookuu' / kokoohowoot / wote'[20]
- トンカワ語：te･cyakewnan / hokopakxonkanxayconkan[21]
- 東ショショーニ語：si'arudona[22]
- ネズパース語：tu’ynú’suus[23]
- セネカ語：gasdo:wa'[24]

## 分類
羽根の冠
グレートプレーンズに住むスー族、クロウ族、シハサパ族、シャイアン族などで、勇気・名誉・無私の行為（武勇や政治・外交、コミュニティへの貢献などの偉業）を行った者に送られた。
昔から女性が酋長や戦士などになるケースはあったが、近代以前では羽根の冠を身に着けられることはなかった。民族によっては稀ではあるが議論の上で女性のリーダーに送られるようになってきている。
デザインとして、頭の上に冠のように突き立ったもの、放射状のもの、うしろに広がって足元まで伸びているものなど様々な形式がある。
よくインディアンの絵で使用されるヘッドバンドに羽根を1-3本程度指すスタイルは森林地帯の数部族のみに見られる日常的な男女の区別なく身に着けられる装備である。
バッファローの冠
Buffalo Headdresses (Horned Warbonnets)と呼ばれる。バッファローの角と皮を使ったレガリアである。鳥の羽根を使った物もある。

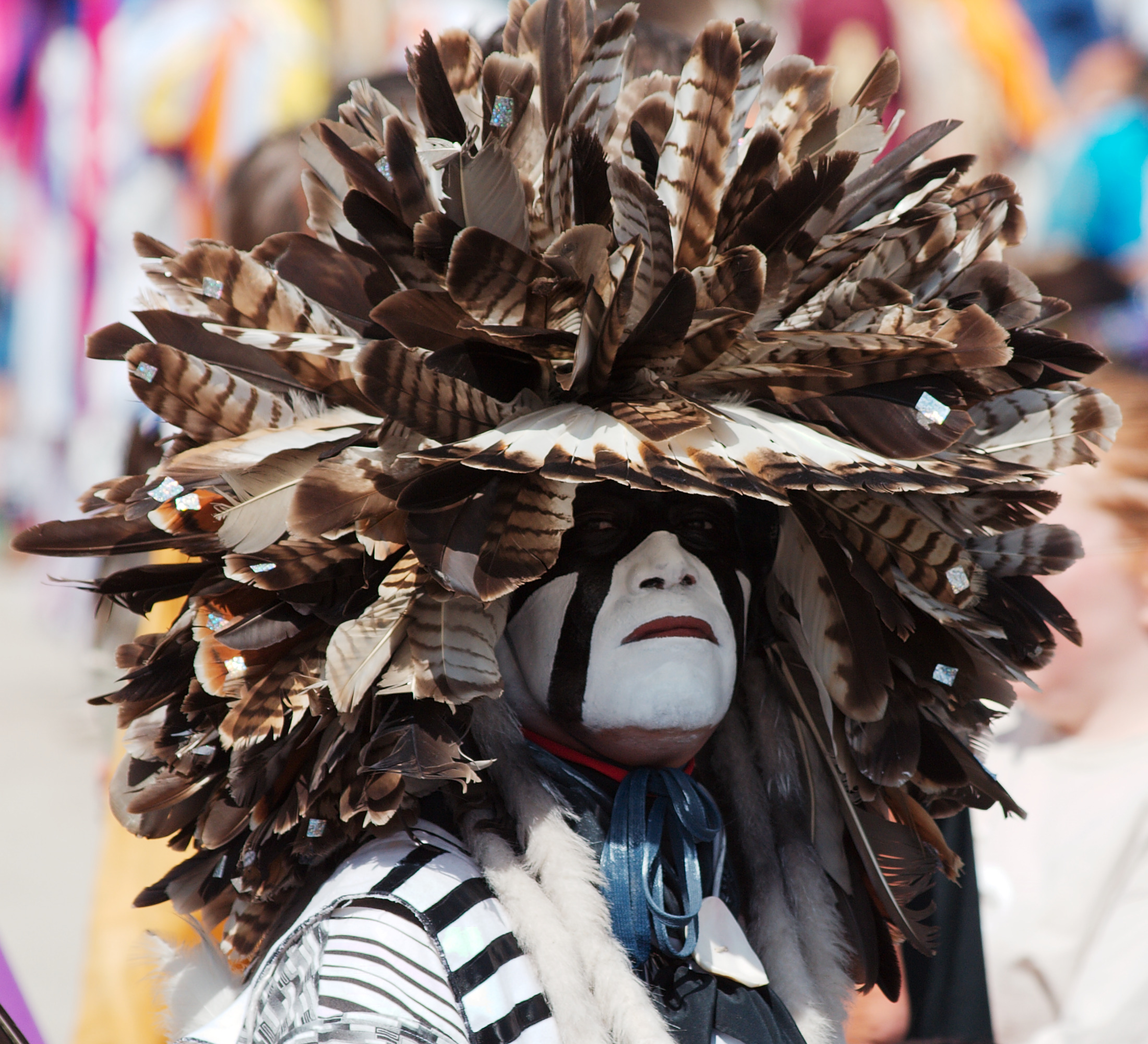
祭典パウワウにおいて、ドッグ・ソルジャーの髪飾りを付けた若者
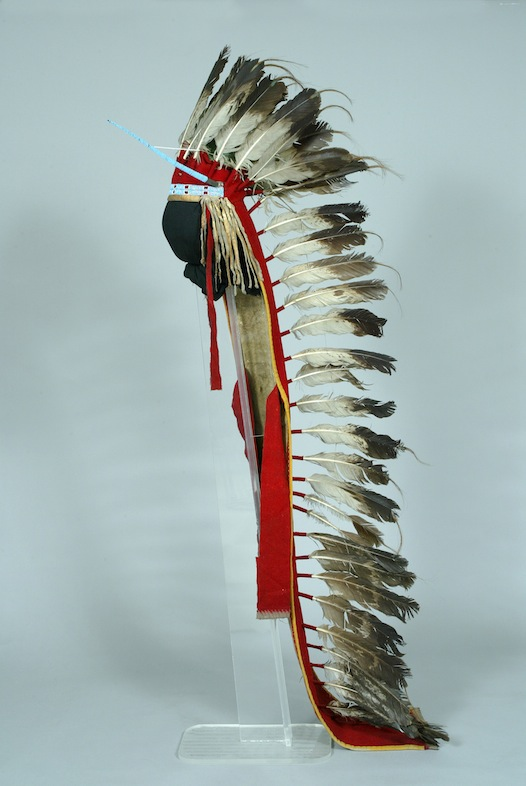
インディアナポリス子供博物館収蔵品
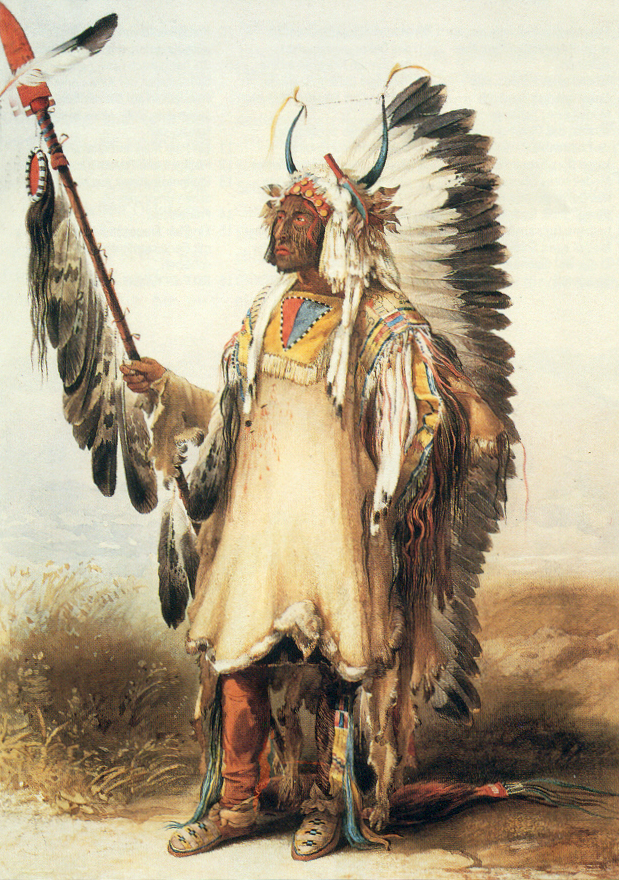
角のあるウォーボンネット
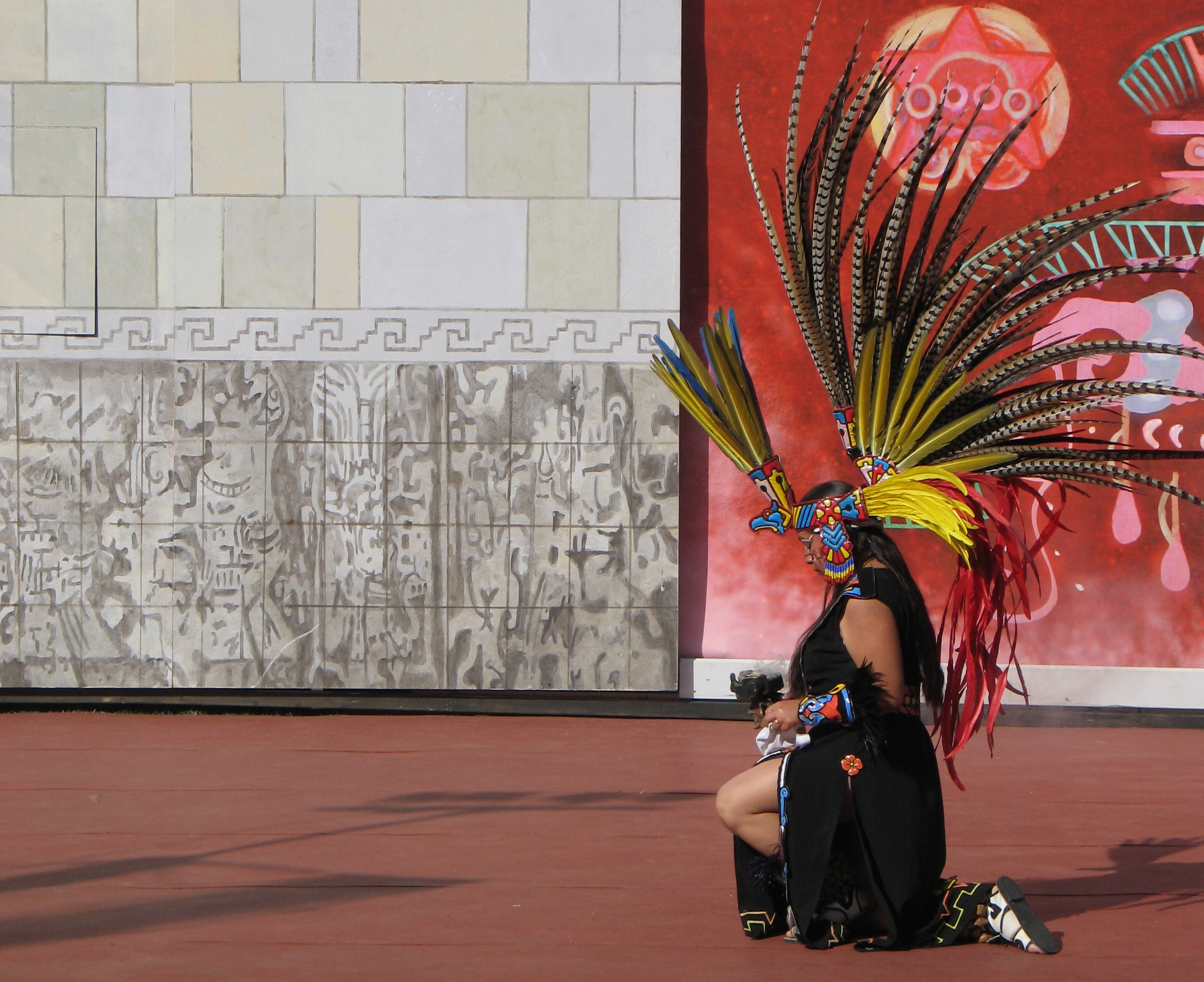
(参考)南米のマヤ文明の羽根冠。pok-ta-pok前の儀式
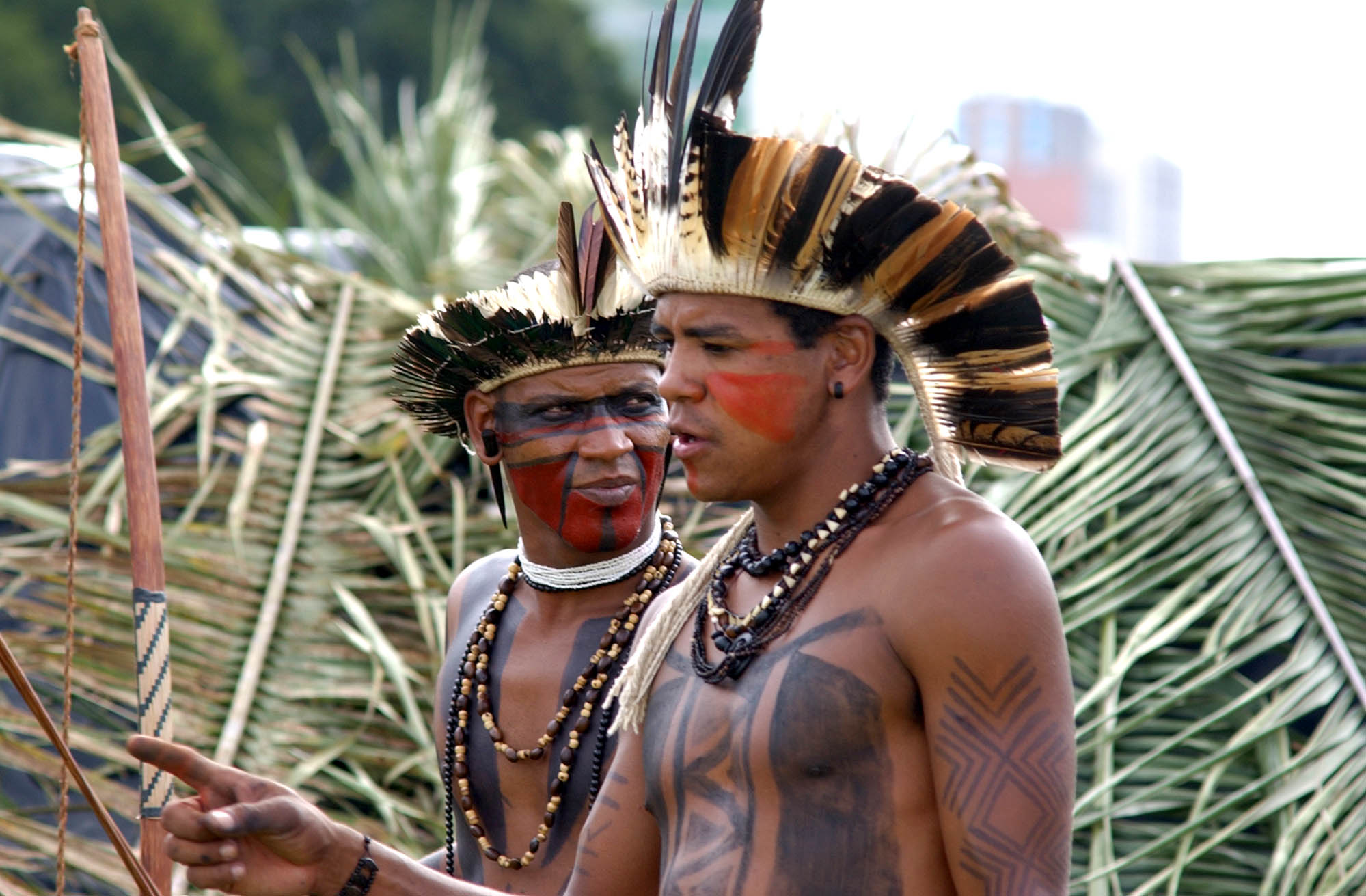
(参考)南米のパタクソ族（英語版）の羽根冠